# Новонежино
Новоне́жино — посёлок сельского типа в Шкотовском районе Приморского края, административный центр Новонежинского сельского поселения. Расположено частью в долине и частью по увалу при реке Суходол.
Название дали переселенцы с Украины в честь города Нежина. Вблизи Новонежино расположен одноимённый аэродром, где действует парашютный клуб «Седьмое небо».

## История
Село образовано в 1885 году переселенцами из города Нежина Черниговской губернии. В 1902 году была построена церковь, действовала церковно-приходская школа. В 1905 году через Новонежино была проложена железная дорога, которая протянулась до села Анисимовка, а дальше была узкоколейка. Сначала станция называлась Нежино, а в 1906 году была переименована в Новонежино.

## Аэродром
Перед Второй мировой войной на западной окраине села был построен полевой аэродром, на который из Московского военного округа, аэр. Монино в 1935 году была переброшена эскадрилья самолётов Р-5 в варианте торпедоносцев — 26-я легкобомбардировочная АЭ, которая явилась первой минно-торпедной авиационной частью на Дальнем Востоке.
В XXI веке аэродром используется малой авиацией для любительских полётов и прыжков с парашютом.

## Население
| 1891  | 1896  | 1900  | 1912  | 1915 | 1926  | 2002  |
| ----- | ----- | ----- | ----- | ---- | ----- | ----- |
| 120   | ↗335  | ↗423  | ↗718  | ↗895 | ↗1328 | ↗2474 |
| 2006  | 2008  | 2010  | 2021  |      |       |       |
| ↗2477 | ↘2424 | ↘2184 | ↘1955 |      |       |       |

## Образование
В посёлке есть школа «МУ Новонежинская средняя общеобразовательная школа № 26».